# 四条秀子

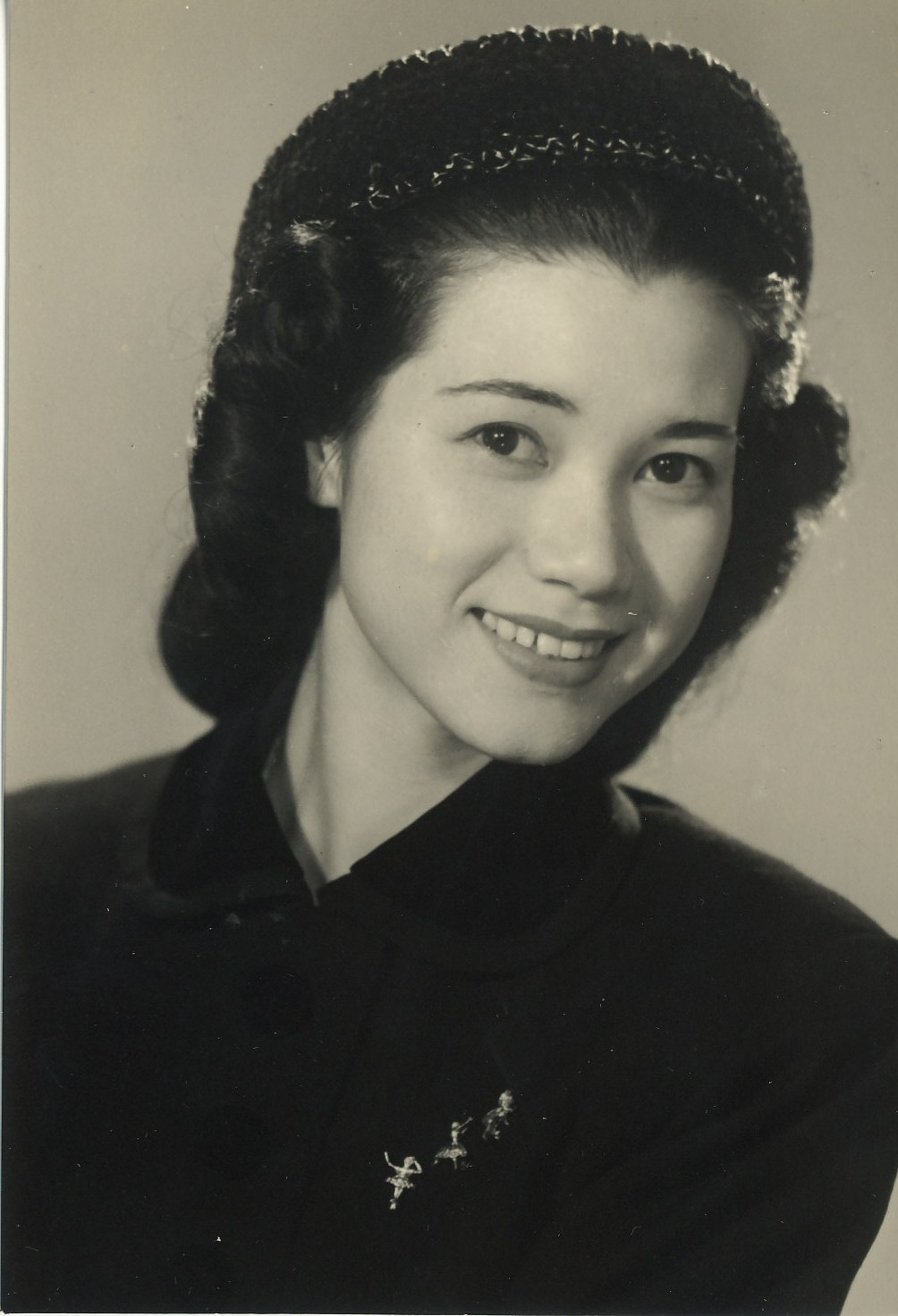
27歳時の四條 秀子

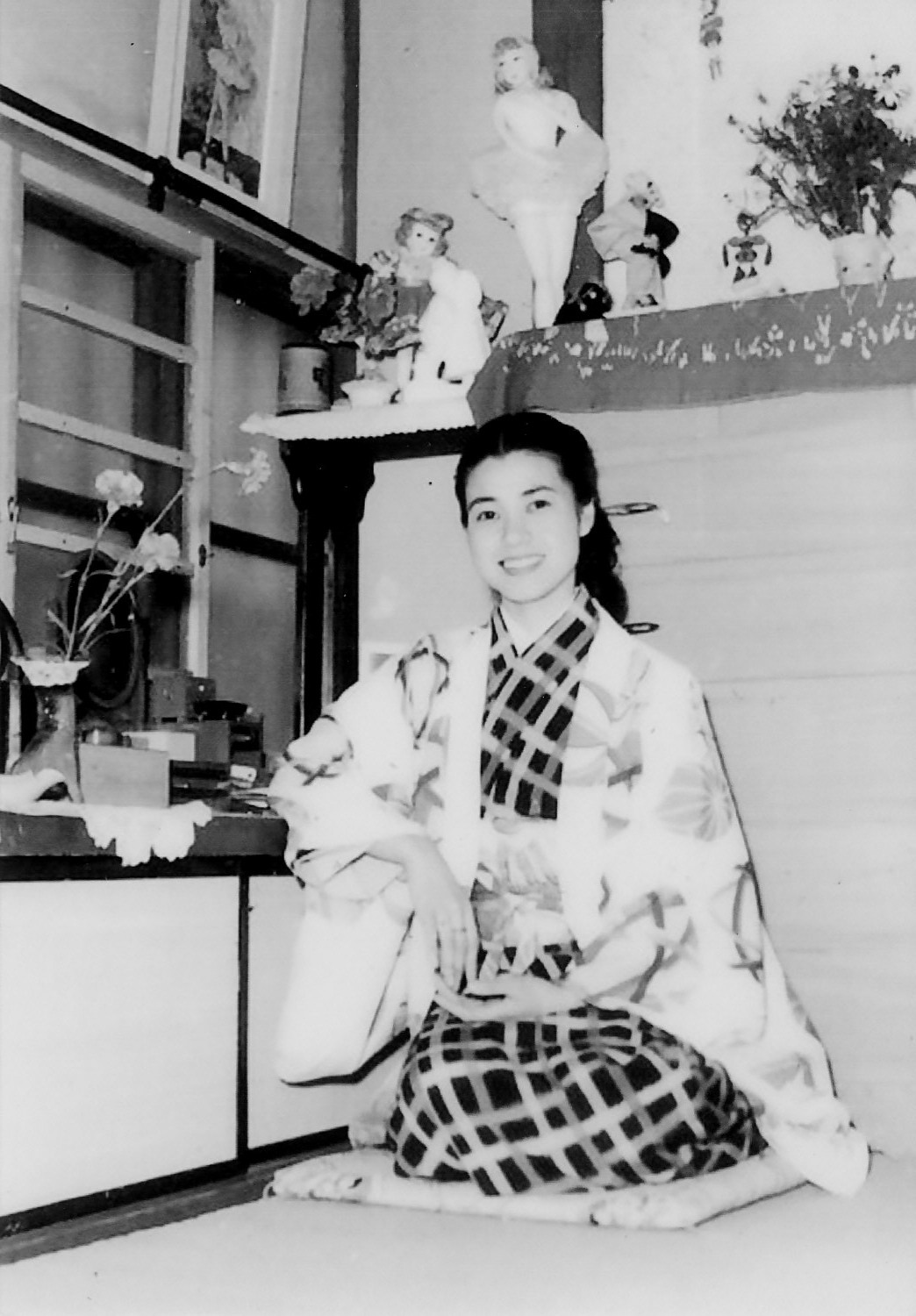
寄宿舎にて

四条 秀子（しじょうひでこ、1926年2月5日 - 1986年8月12日）は、宝塚歌劇団月組、のちに専科に所属した、クラシックバレエに秀でた娘役。姓は、文献によって四條とも表記される。京都府京都市出身。本名、津田初榮。愛称、初榮ちゃん。身長、155センチメートル。

## 来歴・人物
1926年、4人姉妹の長女として生まれる。京都市立弥栄小学校（現 東山開睛館）卒業後、1938年、宝塚音楽歌劇学校に入学。同時に28期生として宝塚歌劇団に入団。宝塚音楽学校では、ダンス専科に所属。芸名は、実家の近くを東西に走る四条通から姓を、名は父親の名前から一字取って、青柳有美が命名した。
1940年、「世界の詩集」で初舞台後月組に配属。 その後次第に第二次世界大戦の戦況が悪化し、1944年3月に宝塚大劇場閉鎖。その他の全国の大劇場も同時期に閉鎖され、宝塚歌劇団の活動は、慰問公演を中心に、中小の劇場に制限される。個々の生徒・団員は、女子挺身隊の宣伝対象として、率先して軍需工場、縫工所への動員を強いられた。このような状況において、同年代の大半の生徒・団員が退団、あるいは命を落とすが、四条は宝塚歌劇団に留まり歌劇活動を続ける。1943年5‐7月、第二回満州（中国東北）公演に帯同。少なくとも終戦直前の1945年7月までの活動記録が残る。
終戦後の1946年、宝塚大劇場での公演が再開する。四条は宝塚歌劇団のスターの一人として「歌劇」などでも度々紹介されるようになり、その表紙も飾る。1950年、月組から専科（組織改編で後にダンス専科）に転属する。ダンス専科の中においても、バレエにおいては四条が一番であり、また才能だけに頼らず常に努力を怠らない、と教師や演出家からも評価を受けている。1954年10月、日伊合作の映画『蝶々夫人』撮影のためイタリアに渡る。1960年代後半になると、主要ダンサーとして宝塚の舞台を支える存在となり、1965年9月、第2回ヨーロッパ公演には、専科の主要メンバーとして参加。1970年4月14日、万博効果で湧く「タカラヅカEXPO'70」の、「ハロー!タカラヅカ」で退団。退団後は宝塚音楽学校の教員を勤め、1986年死去。享年61。
宝塚歌劇団を代表する演出家白井鐵造から、「バレリーナとして広く日本のバレエ界にも第一人者」と評された。

## 舞台作品
- 「世界の詩集」(1940年5月26日 - 6月24日、宝塚大劇場、花組公演）[3][12]
- 「人間万歳」
- 「喜歌劇弥次喜多軍票物語」(1945年6月7日-20日、京都宝塚劇場、月組公演)[13][14]
- 「弱虫太郎頑張る」(1945年7月、京都宝塚劇場、花組公演)[6]
- グランド・ショー「ステイジランド」(1950年(昭和25年)月組公演)
- モダン・バレエ「ブルウ・イン・ザ・ナイト」(1950年(昭和25年)雪組公演)
- 歌劇「アラゴンの角笛」(1953年(昭和28年)雪組公演)
- バレエ「三つのパラード」(1953年(昭和28年)雪組公演)
- レビュー「われら愛す」(1953年(昭和28年)雪組公演)
- 舞踊劇「コッペリア」(1953年(昭和28年)星組公演)
- 幻想詩『虹色のタングステン』 12場 -谷内六郎画集より-(1964年3月27日-5月5日、宝塚大劇場、雪組公演)[15]
- 「レビュー・オブ・レビューズ」(1964年5月7日-5月31日、宝塚大劇場、専科・花・雪組合同公演)[16]
- 「宝塚おどり絵巻」(1965年8月4日-8月31日、宝塚大劇場、特別公演)[17]
- "Japan" Yesterday-Today-Tomorrow (1965年9月20日-10月17日、アルハンブラ モーリス シュパリエ劇場（英語版）)[18]
- 「日本の四季」(1966年6月2日-6月27日、東京宝塚劇場、月組公演）[19]
- 「ファンタジア」(1966年6月2日-6月27日、東京宝塚劇場、月組公演）
- 帝国劇場こけら落とし公演「第三部 宝塚歌劇」(1966年9月20-26日、帝国劇場)[20]
- ミュージカル・バレエ「ピラールの花祭り」6景(1968年3月28日-4月25日、宝塚大劇場、花組公演)[21]
- 同上(1968年6月3日-6月30日、東京宝塚劇場）[21]
- 「テ・キエロ」(1969年4月26日-5月29日、宝塚大劇場、花組公演)[22]
- 「ハロー!タカラヅカ」(1970年3月14日-4月14日、宝塚大劇場、雪組特別公演)[3][23]

## フィルモグラフィ
1954年
- 『蝶々夫人（Madame Butterfly)』[24][25]

監督 カルミネ・ガローネ
製作 チネチッタ、東宝（日伊合作）
1966年
- Die größte Schau der Welt - Die Girls von Takarazuka (TV)[26]

監督 ミヒャエル・フレガール

## 主な掲載雑誌
- 『宝塚春秋 14号』宝塚歌劇団出版部、1949年11月、通巻14号、表紙：四条秀子
- 『歌劇』宝塚歌劇団出版部、1950年6月、通巻297号、表紙：四条秀子[27]
- 『宝塚春秋』宝塚歌劇団出版部、1950年7月、22号
- 『歌劇スタア』歌劇スタア社、1950年8月、創刊号
- 『歌劇之友』すみれ書房、1950年9月、92号
- 『歌劇』宝塚歌劇団出版部、1953年11月、通巻338号、表紙：四条秀子[28]
- 『歌劇』宝塚歌劇団出版部、1987年9月、通巻744号

## 参考情報
1. ↑  『すみれ花歳月を重ねて―宝塚歌劇団90年史―』宝塚歌劇団、2004年、195頁。
2. ↑  橋本雅夫『すみれの花は嵐を越えて: 宝塚歌劇の昭和史』読売新聞社、1993年、32頁 - 2015年4月21日 Google ブックスによる確認。
3. 1 2 3 4 5  『宝塚歌劇100年史虹の橋渡り続けて<人物編>』阪急コミュニケーションズ、2014年、34-35頁、ISBN 978-4-484-14601-0。
4. ↑  前記90年史、190-191頁。
5. ↑  玉岡かおる『タカラジェンヌと太平洋戦争』新潮社、2004年、120頁、149-152頁、187頁、192頁、196-200頁、ISBN 4-10-610075-4
6. 1 2  国立劇場編『近代歌舞伎年表 京都篇 第11巻』八木書店、2005年、212-213頁、ISBN 978-4840692328 - 2015年4月21日 Googleブックスによる確認。
7. 1 2  前記「歌劇」通巻744号、44頁。
8. ↑  須田玲子『バレエと歩んだ半世紀』文芸社、2000年、55頁、ISBN 978-4835503073 - 2015年4月21日 Googleブックスによる確認。
9. ↑  前記100年史、138頁。
10. ↑  キネマ旬報社『キネマ旬報 第 394～397 号』黒甕社、1965年、127頁 - 2015年4月23日 Googleブックスによる確認。
11. ↑  詳細 1965年の宝塚歌劇公演一覧#パリ公演。
12. ↑  日程 1940年の宝塚歌劇公演一覧にて確認。
13. ↑  前記『近代歌舞伎年表 京都篇 第11巻』210頁 - 2015年4月21日 Googleブックスによる確認。
14. ↑  公演日 1945年の宝塚歌劇公演一覧から確認
15. ↑  詳細 1964年の宝塚歌劇公演一覧。
16. ↑  詳細 レビュー・オブ・レビューズ。
17. ↑  詳細 1965年の宝塚歌劇公演一覧。
18. ↑  キネマ旬報社『キネマ旬報 第 394～397 号』黒甕社、1965年、127頁 - 2015年4月23日 Googleブックスによる確認。
19. ↑  詳細 1966年の宝塚歌劇公演一覧。
20. ↑  古川清『舞台はやめられない』飛鳥新社、2005年10月1日、109-110頁、ISBN 978-4870316867 - 2015年4月21日 Googleブックスによる確認。
21. 1 2  詳細 1968年の宝塚歌劇公演一覧。
22. ↑  詳細 テ・キエロ。
23. ↑  詳細 1970年の宝塚歌劇公演一覧。
24. ↑  Madama Butterfly (1954) - IMDb（英語）
25. ↑  1954年の宝塚歌劇公演一覧
26. ↑  Die grösste Schau der Welt - Die Girls von Takarazuka (1966) - IMDb（英語）
27. ↑  前記100年史、244頁。
28. ↑  前記100年史、245頁。